# Trimmer (elektronik)
En trimmer eller preset er en miniature justerbar elektrisk komponent. En trimmer er beregnet til at blive sat korrekt når installeret i et apparat og aldrig set eller justeret af apparatets bruger. Trimmere kan være variable modstande, variable kondensatorer, trimbare spoler.
Trimmere er almindelige i præcisionskredsløb som f.eks. A/V komponenter, og trimmere kan behøves at blive justeret ved service(eftersyn). I modsætning til mange andre variable komponenter, er trimmere monteret direkte på printplader, drejet med en lille skruetrækker og kun egnet til at blive justeret få gange over deres levetid. Trimmere som f.eks. trimbare spoler og trimmekondesatorer anvendes typisk i superheterodynmodtager radioer og fjernsynsmodtagere, i mellemfrekvens kredsløb, elektroniske oscillatorer og HF-kredsløb. Disse trimmere justere til den rette position under apparatets kalibreringsprocedure normalt inden apparatet forlader fabrikken.
Trimmere findes i mange forskellige størrelser og præcisioner; for eksempel, eksisterer der multi-turn trimmepotentiometre, hvor man kan dreje justeringsskruen mange mange (typisk 10) så dens midterben kan justeres med stor præcision.
I 1952 patenterede Marlan Bourns verdens første trimmepotentiometer, med varemærket "Trimpot", et navn som nu er en almindelig anvendt tilnavn for trimmepotentiometre.